# Vz. 58
L' VZ. 58 (model 58) és un fusell d'assalt 7.62 × 39 mm dissenyat i fabricat a Txecoslovàquia i acceptat en servei a finals de la dècada de 1950 com el 7,62 mm samopal vzor 58, (model submachinegun 7,62 1,958), en substitució del VZ 52, fusell de càrrega automàtica i el subfusell 7,62×25 mm Tokarev Sa 24 i Sa 26.
Encara que exteriorment el VZ. 58 s'assembla al soviètica AK-47, és un disseny diferent, basat en un pistó de gas de carrera curta. L'únic component que comparteix amb el fusells Kalashnikov és la munició.

## Història
El desenvolupament de l'arma va començar el 1956; Al capdavant del projecte va ser l'enginyer en cap Jiří Čermák assignat a la instal·lació de Konstrukta Brno a la ciutat de Brno. La Unió Soviètica havia començat a insistir que les forces del Pacte de Varsòvia estandarditzessin una munició comuna. Com a resultat, el prototip, conegut com a Koště ('escombra'), va ser dissenyat per al cartutx intermedi soviètic M43 de 7,62 × 39 mm, en lloc del txec 7,62 × 45 mm VZ. 52 rodó, utilitzat tant en el VZ anterior. 52 i el VZ. 52 (metralladora lleugera). El rifle d'assalt va entrar en servei l'any 1958 i durant un període de 25 anys (fins a 1984), s'havien produït més de 920.000 armes, desplegades per les forces armades de Txecoslovàquia, Cuba i diverses nacions asiàtiques i africanes.
El VZ. 58 es va produir en tres variants principals: el VZ estàndard 58 P (Pěchotní o infanteria) model amb una culata fixa feta d'un material sintètic (fusta impregnada de plàstic, les versions més antigues utilitzaven una culata de fusta), el VZ. 58 V (Výsadkový—aeri), amb una espatlla metàl·lica plegable lateralment, plegada cap al costat dret, i el VZ. 58 Pi (Pěchotní s infračerveným zaměřovačem—"infanteria amb visió infraroja"), que és semblant a el VZ. 58 P però inclou un suport muntat al receptor utilitzat per connectar una visió nocturna NSP2; també té un bípode plegable desmuntable i un supressor de flaix cònic ampliat. Per a les dues primeres variants, els dos tipus d'estoc són intercanviables i es munten al mateix punt de muntatge del propi rifle, que és idèntic en ambdues variants.
Es va proposar un successor de el VZ. 58 a la dècada de 1990: el rifle d'assalt 5,56×45 mm OTAN ČZ 2000 s'ha suggerit com a possible reemplaçament, però a causa d'una manca general de fons de defensa a la República Txeca, el programa es va ajornar. Un altre proposta recent és el rifle d'assalt ČZW-556 i la metralladora lleugera ČZW-762 que utilitzen un retrocés retardat per palanca, que té una precisió i un rendiment més fiables. El 2011, l'exèrcit txec va començar a substituir el VZ 58 pel CZ-805 BREN. Mentre que el VZ. 58 segueix sent el principal rifle d'assalt de l'exèrcit eslovac, aquest també ha estat mirant el CZ-805 com un possible reemplaçament per l'envelliment dels rifles VZ. 58.